# The Beatles EP Collection
The Beatles EP Collection is een set van dertien extended play-vinylplaten door de Engelse band The Beatles. Het werd uitgebracht door EMI op het Parlophone label op 7 december 1981. De set bevat alle dertien ep's die The Beatles hebben uitgebracht van 1963 tot 1967. Inclusief een nieuwe ep, die de titel The Beatles draagt, met vier niet eerder uitgebrachte stereo mixen van vier nummers. De set is uitgebracht met het catalogusnummer BEP 14 en was de derde in een serie van soortgelijke sets in het Verenigd Koninkrijk. Na The Beatles Singles Collection 1962-1970 (1976) en The Beatles Collection (1978)
Net als de collectie uit 1978 is deze set verpakt in een donkerblauwe box, met gouden letters die gebruikt zijn voor de titel en de handtekeningen van de vier leden. Alle ep's uit de jaren 60 worden gepresenteerd met de originele designs op de hoezen, terwijl The Beatles het design van de bands dubbele A-kant single "Strawberry Fields Forever" / "Penny Lane" gebruikt.
De vier nummers op de nieuwe ep (Parlophone SGE 1) zijn: "The Inner Light", "Baby, You're a Rich Man", "She's a Woman" en "This Boy". Op deze ep is het voor "Baby, You're a Rich Man" de eerste keer dat de echte stereo versie van dit nummer in het Verenigd Koninkrijk wordt uitgegeven. Dit nadat het eerder alleen verkrijgbaar was in mono of duophonic ("fake stereo") geluid. Door een productiefout is "This Boy" initieel uitgegeven in mono.

## Inhoud van de set
| Disc nr. | titel                                      | eerste uitgave   |
| -------- | ------------------------------------------ | ---------------- |
| 1        | The Beatles' Hits                          | 6 september 1963 |
| 2        | Twist and Shout                            | 12 juli 1963     |
| 3        | The Beatles (No. 1)                        | 1 november 1963  |
| 4        | All My Loving                              | 7 februari 1964  |
| 5        | Long Tall Sally                            | 19 juni 1964     |
| 6        | Extracts from the Album A Hard Day's Night | 6 november 1964  |
| 7        | Extracts from the Film A Hard Day's Night  | 4 november 1964  |
| 8        | Beatles for Sale                           | 6 april 1965     |
| 9        | Beatles for Sale No. 2                     | 4 juni 1965      |
| 10       | The Beatles' Million Sellers               | 6 december 1965  |
| 11       | Yesterday                                  | 4 maart 1966     |
| 12       | Nowhere Man                                | 8 juli 1966      |
| 13 & 14  | Magical Mystery Tour                       | 8 december 1967  |
| 15       | The Beatles                                | 7 december 1981  |